# Бронзовый полосатобрюхий дятел
Бронзовый полосатобрюхий дятел (лат. Piculus chrysochloros) — вид птиц из семейства дятловых (Picidae). Выделяют 6 подвидов. Распространён в Панаме и в Южной Америке. 

## Описание
Бронзовый полосатобрюхий дятел достигает в длину 18—27 см и весит от 55 до 91 г. У взрослых самцов номинативного подвида P. c. chrysochloros верхняя часть головы от лба до затылка красного цвета; уздечка, область вокруг глаза и бока шеи оливково-зелёные, ограниченные бледно-жёлтой полосой. По скуле проходит короткая красная полоса, а ниже неё — оливково-зелёная полоса. Подбородок и верхняя часть горла жёлтые. У взрослых самок нет красного цвета на голове; лоб и затылок оливковые, а скуловая область оливково-коричневая. Окраска остального оперения не различается у самцов и самок. У взрослых особей верхняя часть тела оливково-зелёная. Маховые перья и хвост тёмно-оливково-коричневые. Нижняя часть тела бледно-желтовато-коричневая с оливково-коричневыми полосами. Удлиненный клюв от тёмно-серого до черноватого цвета с более светлым основанием, радужная оболочка от белой до голубовато-белой, а ноги серовато-зеленые. Молодые особи, как правило, более тусклые, чем взрослые, и имеют менее чётко выраженные полосы на нижней стороне тела. Подвиды существенно различаются по размеру и окраске оперения.

## Подвиды и распространение
Выделяют 6 подвидов:
- Piculus chrysochloros xanthochlorus  (Sclater & Salvin, 1875) — восточная Панама, север Колумбии, северо-запад Венесуэлы;
- Piculus chrysochloros capistratus  (Malherbe, 1862) — восток Эквадора, северо-восток Перу, юго-восток Колумбии, север Бразилии, Гайана;
- Piculus chrysochloros laemostictus  Todd, 1937 — от востока Перу и севера Боливии на восток до центральной Бразилии к югу от Амазонки
- Piculus chrysochloros paraensis  (Snethlage, 1907) — северо-восток Бразилии;
- Piculus chrysochloros polyzonus  (Valenciennes, 1826) — юго-восток Бразилии;
- Piculus chrysochloros chrysochloros  (Vieillot, 1818) — северо-восток, восток и юг Бразилии, восток Боливии, Парагвай, север Аргентины

## Места обитания
Бронзовый полосатобрюхий дятел обитает в самых разнообразных биотопах, большинство из которых в той или иной степени покрыты лесом. К ним относятся низменные вечнозеленые широколиственные тропические леса и более открытые участки, такие как заросшая деревьями саванна, пастбища и поляны. Встречается на высоте от уровня моря на Атлантическом побережье до 450 м над уровне моря на северо-западе Венесуэлы, до 650 м на юге Венесуэлы, до 500 м в Колумбии, до 650 м в Перу и до 600 м, но обычно только до 300 м  в Эквадоре.

## Биология
Голос представлен пронзительным шипящим звуком «shreer», иногда удвоенным, кричит редко.
Бронзовый полосатобрюхий дятел добывает пищу поодиночке, парами или в составе смешанных стай. В основном питается насекомыми (муравьи (род Camponotus) и термиты (Isoptera), собирая пищу с листвы и веток или из трещин в коре, довольно высоко в подлеске; иногда на опушках и открытых местах.
Биология размножения практически не исследована. В Колумбии сезон размножения наблюдался в феврале — марте, а в Аргентине — в сентябре. Гнездо располагается в дупле дерева или в древесном гнезде насекомых. Нет данных о размере кладки, сроках насиживания и оперения птенцов.